# Ilishevsky (huyện)
Huyện Ilishevsky (tiếng Nga: ? райо́н) là một huyện hành chính tự quản (raion), của Bashkortostan, Nga. Huyện có diện tích 1984 kilômét vuông, dân số thời điểm ngày 1 tháng 1 năm 2000 là 35400 người. Trung tâm của huyện đóng ở Verkhneyarkeevo.